# Celinów (powiat rawski)
Celinów – wieś w Polsce położona w województwie łódzkim, w powiecie rawskim, w gminie Sadkowice.
W latach 1975–1998 miejscowość należała administracyjnie do województwa skierniewickiego.